# Pentscho Georgiew

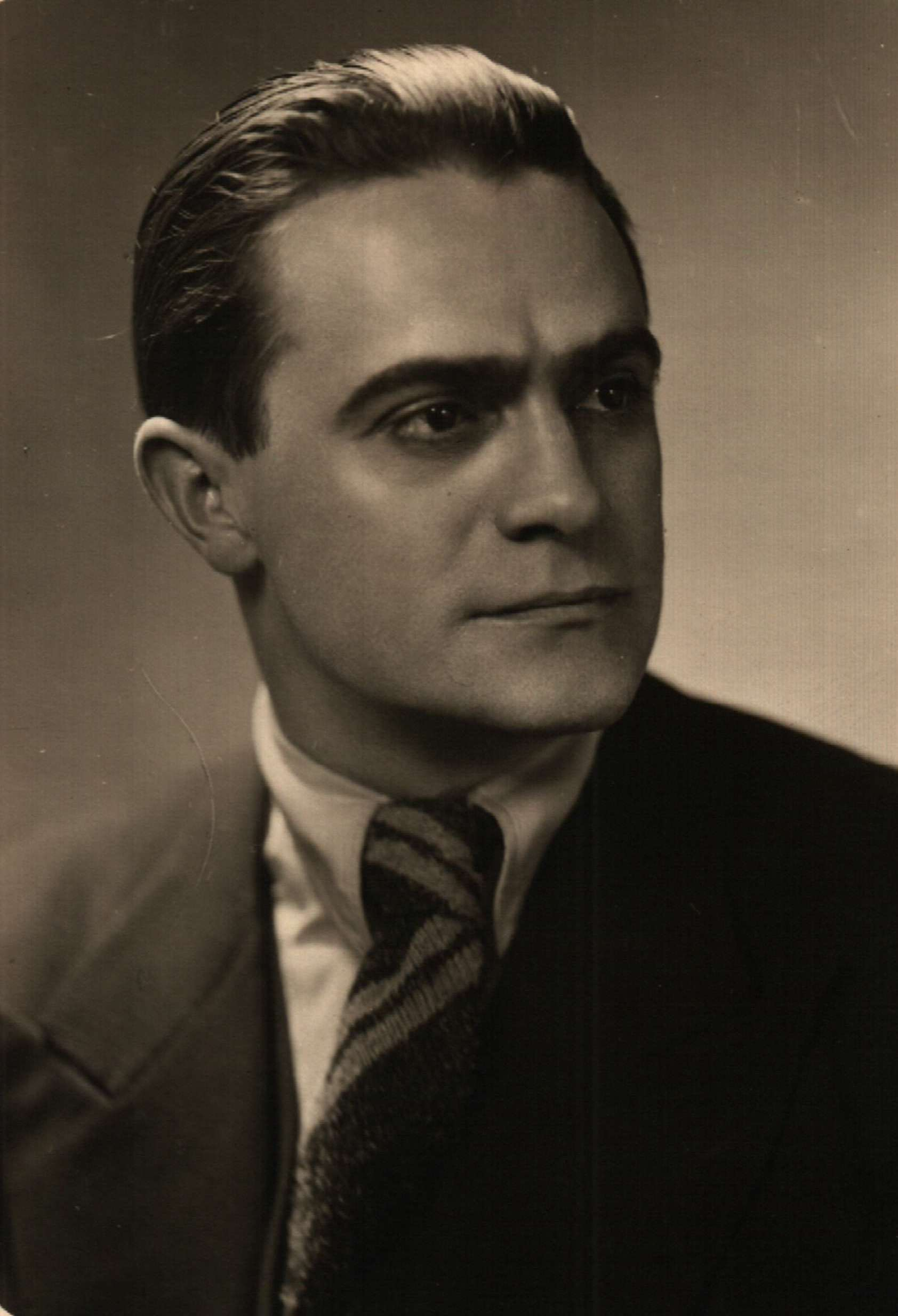
Pentscho Georgiew, 1936

Pentscho Georgiew, eigentlich Pentscho Georgiew Popstojanow (bulgarisch Пенчо Георгиев, * 1. Februar 1900 in Wraza; † 2. April 1940 in Sofia), war ein bulgarischer Maler.

## Leben
Georgiew absolvierte im Jahr 1925 die Kunstakademie Sofia. Von 1929 bis 1934 studierte er in Paris. Hier schuf er einen Kupferstichzyklus. In späteren Arbeiten stellte er häufig einfache Menschen dar. Er betätigte sich auch als Bühnendekorateur und als Illustrator von Büchern.